# Renee Montgomery

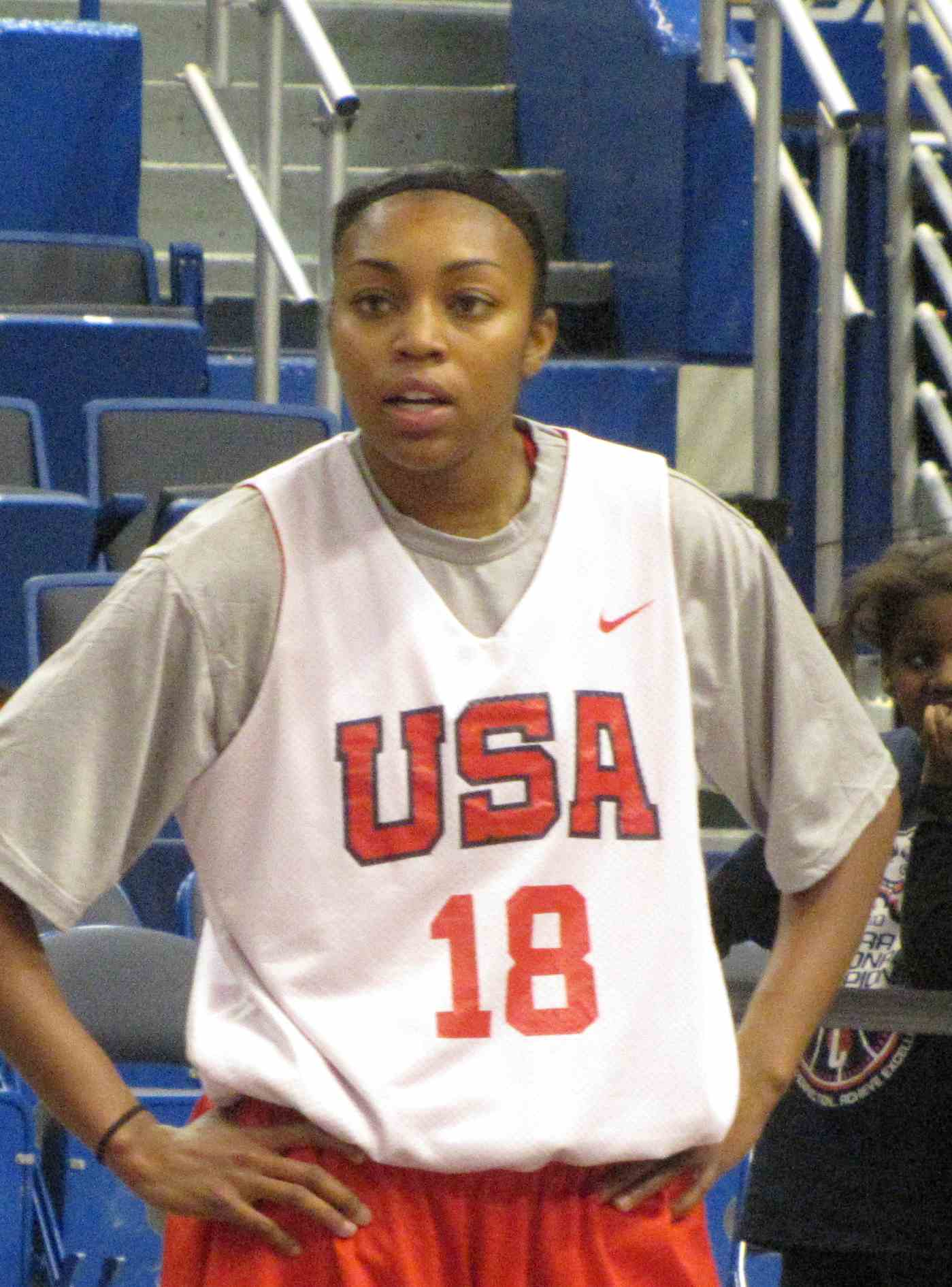
Renee Montgomery w barwach kadry USA.

Renee Danielle Montgomery (ur. 2 grudnia 1986 w St. Albans) – amerykańska koszykarka występująca na pozycji rozgrywającej oraz rzucającej.
6 listopada 2016 została zawodniczką Basketu 90 Gdynia.
9 lutego 2021 poinformowała o oficjalnym zakończeniu kariery w WNBA.

## Osiągnięcia
Stan na 29 lutego 2020, na podstawie, o ile nie zaznaczono inaczej.

### NCAA
- Mistrzyni NCAA (2009)
- Uczestniczka rozgrywek:
  - NCAA Final Four (2008, 2009)
  - Elite Eight (2006–2009)
- Mistrzyni:
  - turnieju konferencji Big East (2006, 2008, 2009)
  - sezonu regularnego konferencji Big East (2007, 2008, 2009)
- Najlepsza pierwszoroczna zawodniczka konferencji Big East (2006)
- Laureatka:
  - Honda Sports Award (2009)
  - Frances Pomeroy Naismith Award (2009)
  - Nancy Lieberman Award – dla czołowej rozgrywającej (2009)
  - Gazette Sportsperson of the Year (2009)
  - Big East Sportsmanship Award (2009)
  - University of Connecticut UCONN Club Award – Outstanding Senior Athlete (2009)
- Zaliczona do:
  - I składu:
    - All-America (2008 przez State Farm, Kodaka 2009 przez State Farm, WBCA Cocahces, komitet Woodena, AP, USBWA, ESPN.COM)
    - turnieju Big East (2006–2008)
    - Big East (2007–2009)
    - najlepszych pierwszorocznych zawodniczek Big East (2006)
    - III składu All-America (2008 przez Associated Press)

  - Connecticut Huskies of Honor (luty 2009)
  - składu Honorable Mention All-America (2007 przez Associated Press)

### WNBA
- Mistrzyni WNBA (2015, 2017)
- Wicemistrzyni WNBA (2016)
- Najlepsza rezerwowa WNBA (2012)[5]
- Uczestniczka meczu gwiazd WNBA (2011)
- Zaliczona do I składu debiutantek WNBA (2009)
- Zwyciężczyni konkursu Skills Challenge WNBA (2010)

### Drużynowe
- Mistrzyni Litwy (2010)[6]
- Wicemistrzyni Izraela (2011)[7]
- Brązowa medalistka mistrzostw Rosji (2012)

### Indywidualne
- All-EuroCup Guard of the Year award (2015 według Eurobasket.com)
- Zaliczona do (przez eurobasket.com):
  - I składu:
  - ligi rosyjskiej (2015)[8]
  - zawodniczek zagranicznych ligi rosyjskiej (2015)[8]

### Reprezentacja
- Mistrzyni:
  - Ameryki U–20 (2006)
  - turnieju UMMC Jekaterynburg International Invitational (2009)
- Uczestniczka spotkania „Gwiazdy WNBA vs. kadra USA: Stars at the Sun” (72–99), gdzie reprezentowała reprezentację USA (10 lipca 2010)